# Orioniści

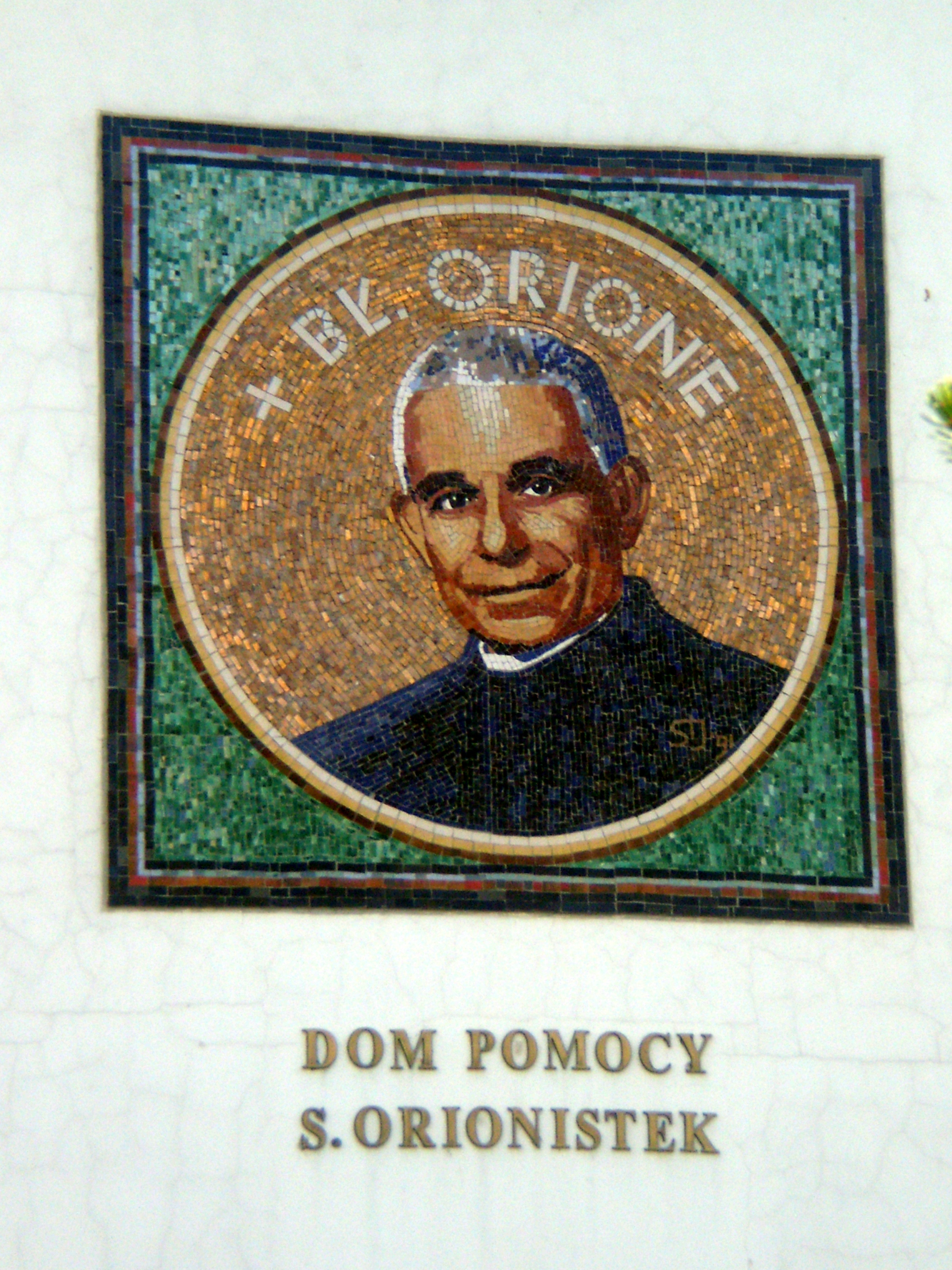
Alojzy Orione – zewnętrzna ściana Domu Pomocy w Kole.

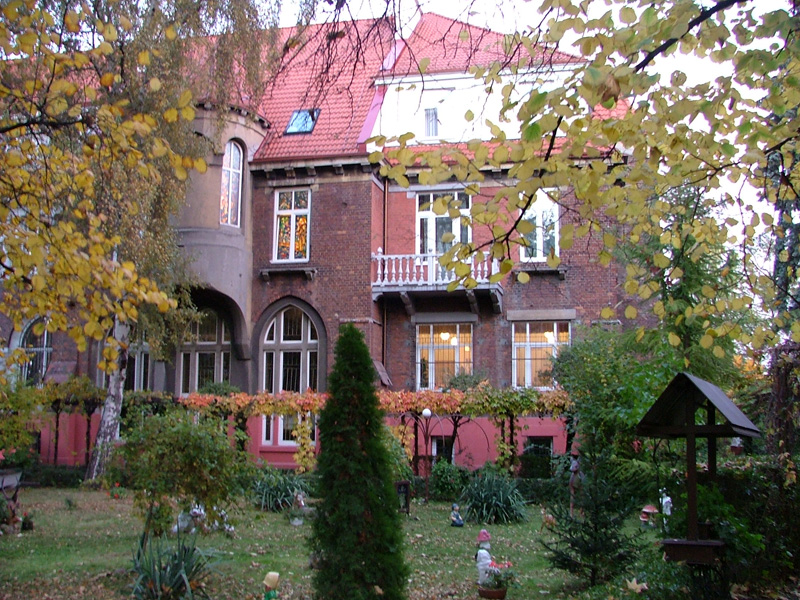
Młodzieżowy Ośrodek Wychowawczy, Szkoła Podstawowa i Niepubliczne Gimnazjum prowadzone przez księży Orionistów w Warszawie przy ul. Barskiej.

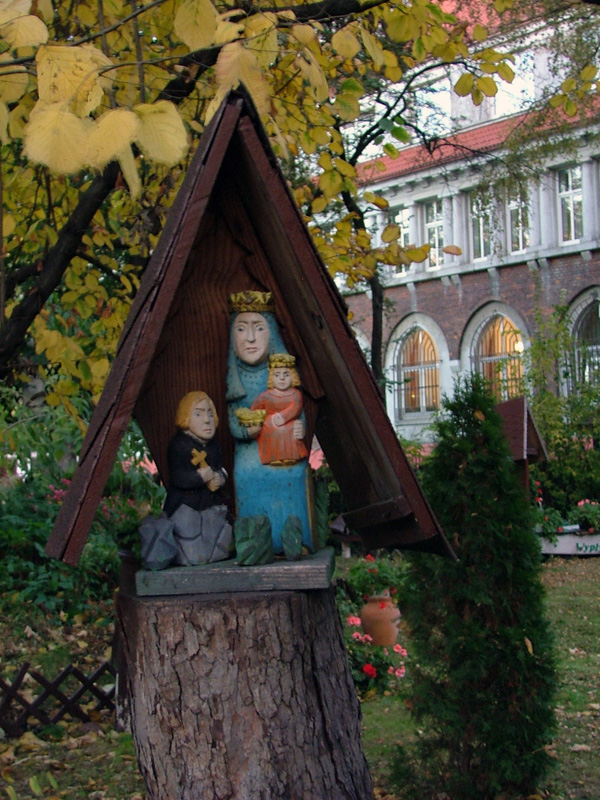
Park przy placówce znajdującej się przy ul. Barskiej w Warszawie.

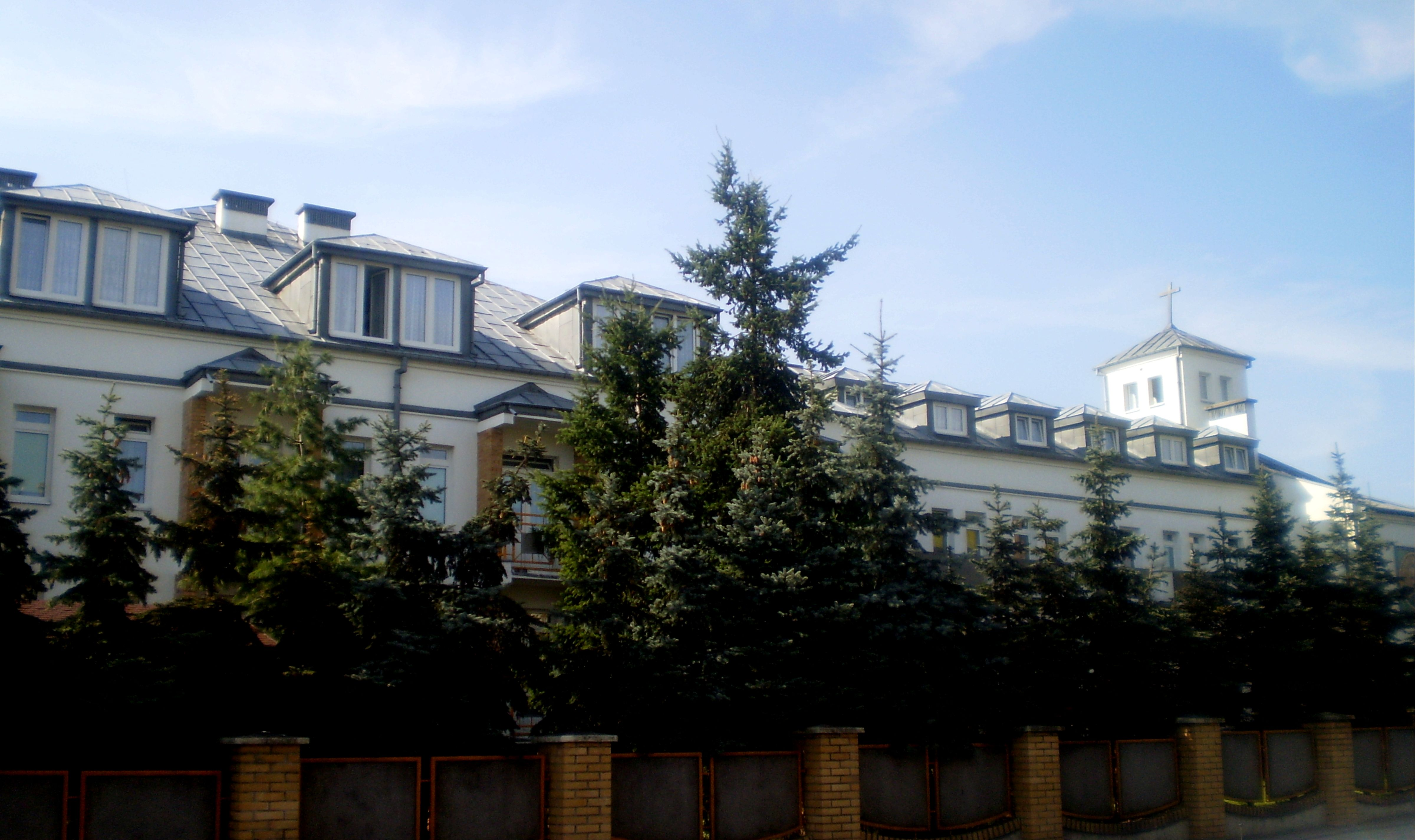
Dom Pomocy Sióstr Orionistek w Kole.

Orioniści, Małe Dzieło Boskiej Opatrzności, Parvum Opus Divinae Providentiae (Filii Divinae Providentiae, FDP) – katolickie zgromadzenie zakonne założone przez ks. Alojzego Orione w 1893 r. w Tortonie we Włoszech, z siedzibą władz generalnych  w Rzymie.

## Historia
Zgromadzenie zakonne orionistów zostało założone w 1893 r. w Tortonie we Włoszech, a erygowane formalnie w 1914 r.
Pierwsze placówki poza terytorium Włoch powstały w Ameryce Południowej w 1914 r. W Polsce została założona w 1923 r. w Zduńskiej Woli. W 1940 r. została utworzona samodzielna prowincja polska.
W 1915 r. powstało żeńskie zgromadzenie orionistek, czyli Zgromadzenie Małych Sióstr Misjonarek Miłosierdzia (Congregatio Parvarum Missionariarum a Misericordia – SMM). W Polsce zostało założone w 1932 r. Siedziba władz głównych sióstr orionistek znajduje się w Rzymie, a siedziba prowincji polskiej w Zalesiu Górnym.
W 1954 r. zgromadzenie orionistów zatwierdził papież Pius XII.
Orioniści maja ok. 1124 członków, a w tym 572 kapłanów, którzy są skupieni w 115 domach.

## Cele
Zgromadzenie ma na celu pracę wśród ubogich, bezdomnych i odtrąconych przez społeczeństwo. Prowadzi ono także działalność wychowawczą i misyjną.
„Kochać, modlić się, wychowywać sieroty i wyrzutki społeczeństwa do cnoty i pracy, cierpieć i poświęcać się z Chrystusem – to stanowi cel życia. Największym zatem przywilejem jest służba ubogim i odrzuconym” – ks. Alojzy Orione.

## Logo
Logo Orionistów to czerwony krzyż na białym tle, otoczony promieniami i napisem po łacinie „Instaurare omnia In Christo”  (Odnowić wszystko w Chrystusie).
Ks. Orione o motcie zawartym w logu powiedział, że: „To motto stało się naszą pieczęcią, ma być drukowane w nagłówku naszych pism i listów czerwonymi literami oraz na białych flagach, które mają ozdabiać i powiewać w domach Boskiej Opatrzności w dniach największych świąt”.

## Święci i błogosławieni Rodziny Oriońskiej
- Ks. Alojzy Orione (1872–1940) – niósł pomoc duchową i materialną potrzebującym i opuszczonym. Założyciel Małego Dzieła Boskiej Opatrzności, Sióstr Małych Misjonarek Miłosierdzia, a także Sióstr Sakramentek Niewidomych. Jego kanonizacja nastąpiła 16 maja 2004 r. W czasie mszy św. na placu św. Piotra Papież Jan Paweł II powiedział: „ten pokorny syn brukarza głosił, że tylko miłość zbawi świat".
- Ks. Franciszek Drzewiecki (1908–1942) – kapłan zamordowany w obozie koncentracyjnym w Dachau 13 września 1942 r., w wieku 34 lat. Beatyfikowany przez Jana Pawła II w 1999 r.

## Znani z Rodziny Oriońskiej
- Ks. arcybiskup Bronisław Wacław Dąbrowski – sekretarz Konferencji Episkopatu Polski i jeden ze współpracowników prymasa Polski kardynała Stefana Wyszyńskiego, główny negocjator z władzami komunistycznymi Polski.

## Domy prowincji polskiej
- Warszawa – Dyrekcja Prowincjalna;
- Zduńska Wola (zał. 1923 r.) – Dom Misyjny;
- Zduńska Wola (zał. 1948 r.) – Parafia św. Antoniego;
- Henryków (zał. 1994 r.) – Schronisko dla bezdomnych im. bł. ks. Franciszka Drzewieckiego, duszpasterstwo w kaplicy publicznej;
- Międzybrodzie Bialskie (zał. 1968 r.) – Dom Rekolekcyjno-Wypoczynkowy;
- Izbica Kujawska (zał. 1972 r.) – Dom Pomocy Społecznej im. ks. Karola Sterpii dla niepełnosprawnych intelektualnie; Nowicjat Zgromadzenia; Kaplica pw. Św. Józefa;
- Kalisz (zał. 1934 r.) – Specjalny Ośrodek Wychowawczy im. św. Alojzego Orione, Warsztat Terapii Zajęciowej, Dom Studenta, duszpasterstwo w kaplicy publicznej M. B. Częstochowskiej, Postulat Księży Orionistów;
- Kalisz (zał. 1952 r.) – Parafia Opatrzności Bożej;
- Łaźniew (zał. 1950 r.) – Wyższe Seminarium Duchowne Księży Orionistów,  Parafia św. Antoniego, Zakład Opiekuńczo-Leczniczy im. ks. abpa. B. W. Dąbrowskiego, Ośrodek dla bezdomnych;
- Rokitno (zał. 1986 r.) – Parafia Najświętszej Marii Panny;
- Malbork (zał. 1957 r.) – Parafia św. Jana Chrzciciela;
- Malbork – Parafia Zesłania Ducha Świętego;
- Warszawa (zał. 1953 r.) – Młodzieżowy Ośrodek Wychowawczy im. ks. Franciszka Toporskiego, Szkoła Podstawowa, Niepubliczne Gimnazjum, duszpasterstwo w kaplicy publicznej Św. Antoniego, duszpasterstwo szpitalne;
- Warszawa (zał. 1954 r.) – Parafia św. Alojzego Orione, duszpasterstwo w szpitalu;
- Włocławek (zał. 1931 r.) – Parafia Najświętszego Serca Jezusowego, Zespół Szkół Ekonomiczno-Menadżerskich;
- Wołomin (zał. 1958 r.) – Parafia św. Józefa Robotnika;
- Wołomin (zał. 1994 r.) – Hospicjum Opatrzności Bożej;
- Czarna (zał. 1991 r.) – Schronisko dla bezdomnych Don Orione, Duszpasterstwo w kaplicy publicznej;
- Brańszczyk (zał. 1995 r.) – Dom Emeryta pw. św. Alojzego Orione, Dom Rekolekcyjny dla Starszych i Niepełnosprawnych;
- Lublin (zał. 1977 r.) – Ośrodek dla studiujących orionistów.
- Zduńska Wola (zał. 1923 r.) – Dom Misyjny Księdza Orione

## Fundacja Księdza Orione Czyńmy Dobro
Fundacja Księdza Orione Czyńmy Dobro (zał. 2007 r.) – działa na rzecz: dzieci, młodzieży, osób niepełnosprawnych oraz zagrożonych wykluczeniem społecznym i wykluczonym społecznie. Fundacja powstała z natchnienia słowami św. Alojzego Orione, który wzywał: „Czyńcie dobro zawsze, czyńcie dobro wszystkim, zła nigdy i nikomu”. Fundacja prowadzi ponad 40 projektów specjalnych, ratując życie, lecząc oraz  głosząc Dobra Nowinę najuboższym, wyrzuconym na margines społeczny, chorym, bezdomnym i sierotom. Prowadzi również projekty misyjne.